# Lõetsa
Lõetsa (Duits: Loetsa) is een plaats in de Estlandse gemeente Muhu, provincie Saaremaa. De plaats heeft de status van dorp (Estisch: küla).

## Bevolking
Het dorp had 56 inwoners op 31 december 2011 en 60 inwoners op 31 december 2021.

## Ligging
Het dorp ligt aan de oostkust van het eiland Muhu. De kust is over een afstand van 60 meter zeer steil en bereikt een hoogte van 5,6 meter. Dit gedeelte van de kust is gevormd uit dolomiet en heet de Püssina pank. Ten noorden van dit steile deel van de kust ligt een kleine kaap met de naam Püssinina. Zowel Püssinina als de Püssina pank is begroeid met jeneverbesstruiken.
De hele kust van Lõetsa ligt in het Rannaniidi hoiuala een beschermd natuurgebied met een oppervlakte van 3,0 km².

## Geschiedenis
Lõetsa werd voor het eerst genoemd in 1592 onder de naam Loez. In 1756 viel het dorp onder het kroondomein Rannamois (Estisch: Ranna), In 1798 werd Rannamois bij het landgoed Ganzenhof (Kantsi) gevoegd. Lõetsa heette toen Lötsa.

## Foto's

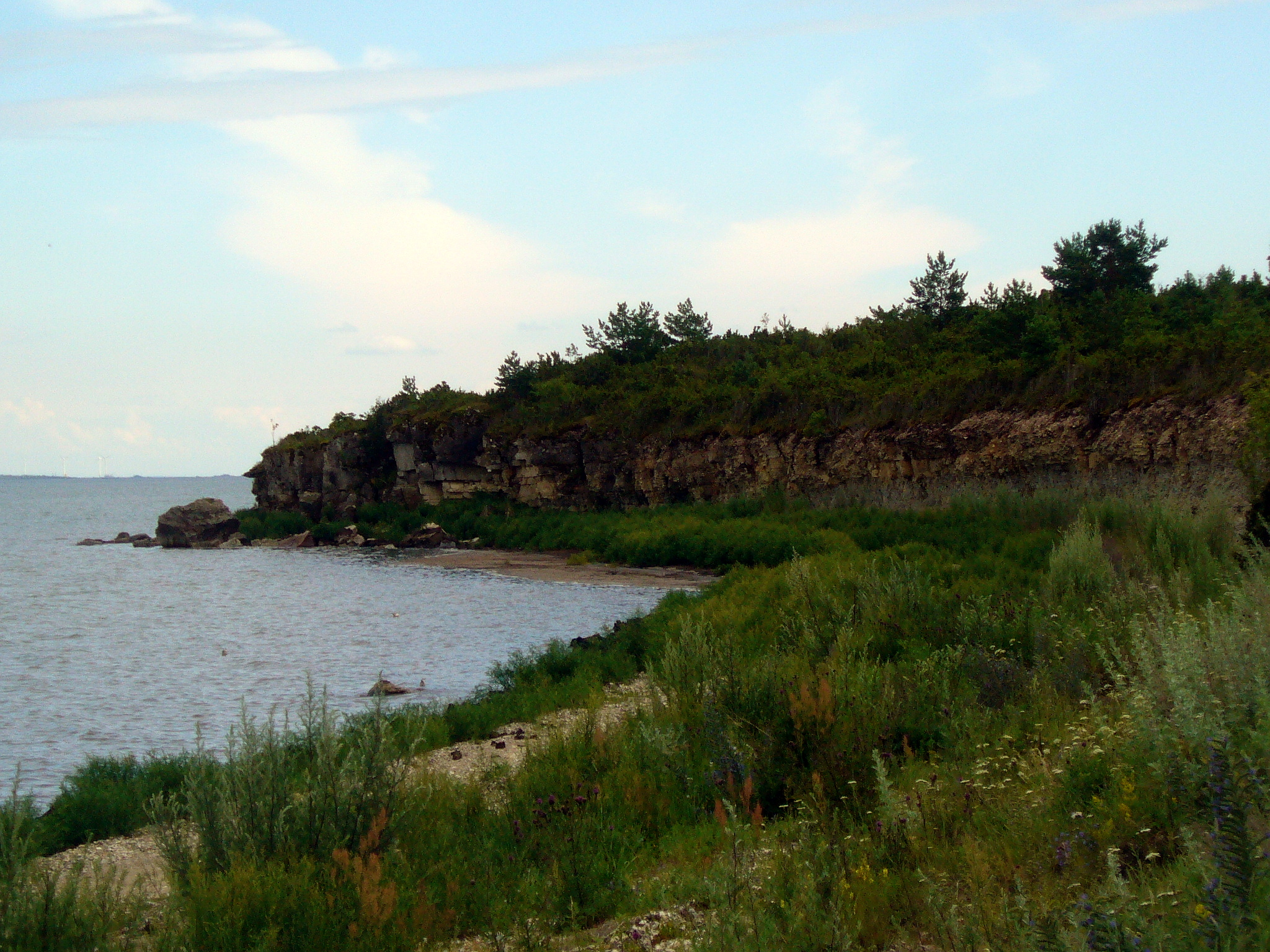
De Püssina pank
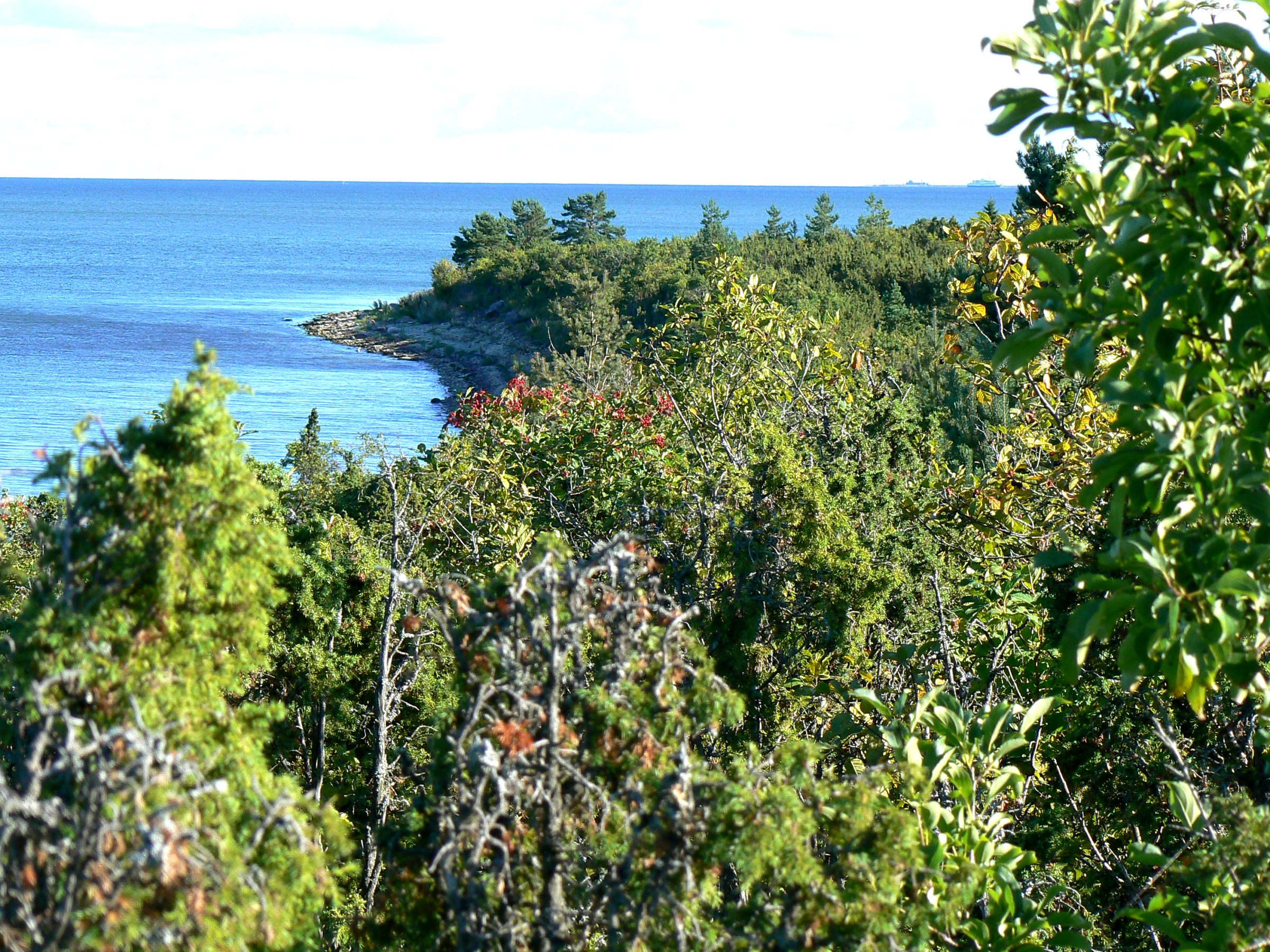
Püssinina
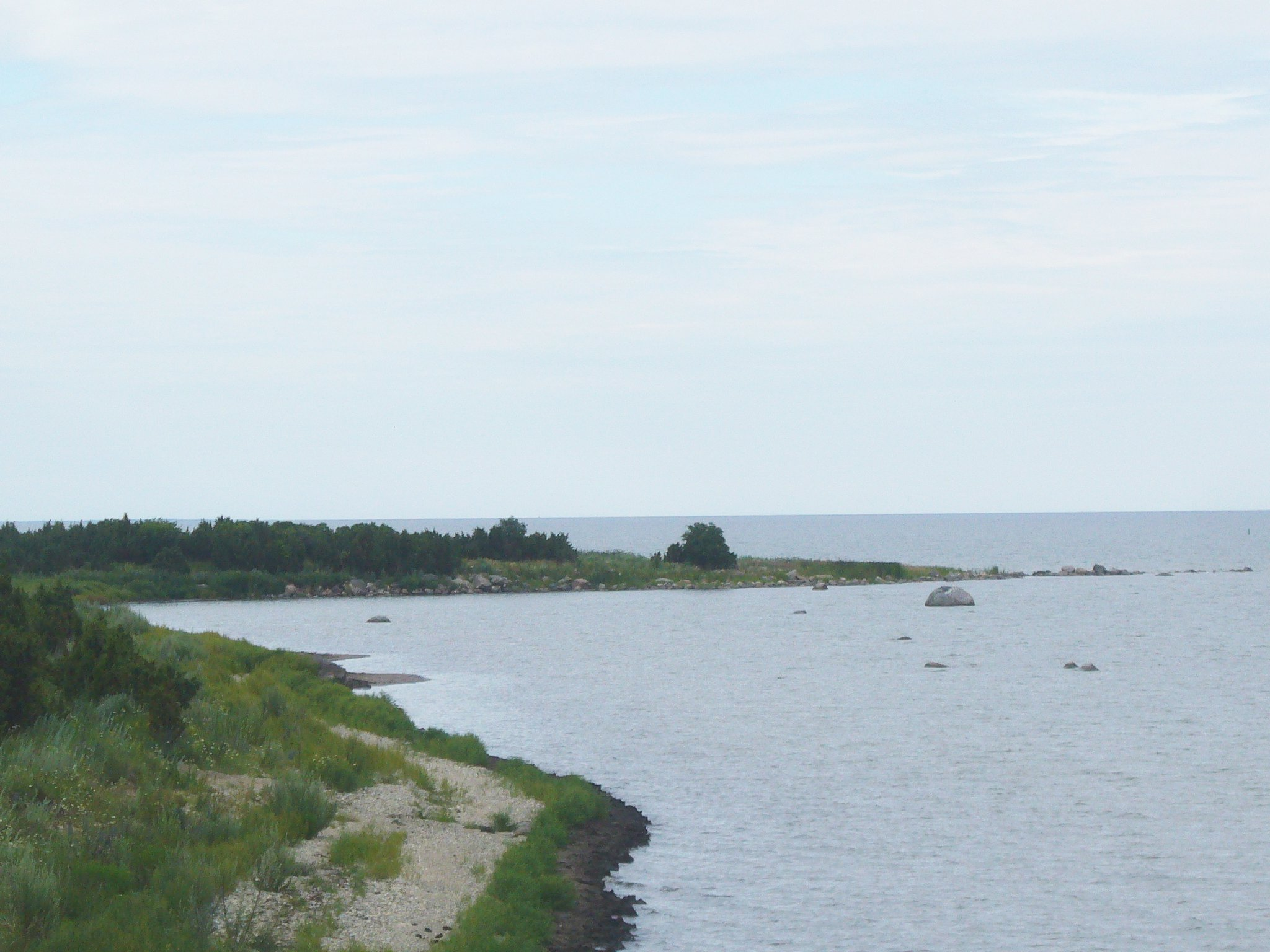
Püssinina van een andere kant